# Maui Nui
Pour les articles homonymes, voir Maui (homonymie).

Carte de l'évolution de Maui Nui pour former les îles actuelles de Maui, Molokai, Lanai et Kahoolawe.

Maui Nui, toponyme hawaïen signifiant littéralement en français « Grande Maui », est une proposition de modèle pour une ancienne île de l'archipel d'Hawaï, dans l'océan Pacifique. Les îles actuelles de Maui, Molokai, Lanai et Kahoolawe constitueraient ainsi les restes de sa partie émergée tandis que la ride de Hāna ou le banc Penguin sont désormais immergés. Son morcellement aurait débuté il y a 600 000 ans avec la formation de Molokai. Il se serait poursuivi avec le détachement de Lanai il y a 400 000 ans, puis de Kahoolawe il y a 200 000 ans.